# Прва лига Републике Српске у одбојци
Прва лига Републике Српске у одбојци је други ранг такмичења за одбојкаше у Босни и Херцеговини. Такмичење се одржава у организацији Одбојкашког савеза Републике Српске.
Победник Прве лиге Републике Српске послије такмичења у финалној фази Лиге за првака пласира се у Премијер лигу БиХ.

## Историја
У периоду од 1993. до 2001. године постојала су три одвојена савеза са седиштима у Сарајеву, Бањалуци и Мостару, која су организовала засебна такмичења, иако је ЦЕВ признавао само Прву лигу Босне и Херцеговине, чије је седиште у Сарајеву. Године 2001. створена је јединствена лига на територији Федерације БиХ, док је Одбојкашки савез Републике Српске организовао посебно такмичење Првенство Републике Српске, овакво стање је остало све до 2005. године када се ствара заједничка лига са учешћем екипа са територије целе Босне и Херцеговине. Ова лига је названа Премијер лига Босне и Херцеговине у одбојци.

## Систем такмичења
Прва лига Републике Српске се састоји из двије фазе. Прва групна фаза се одвија у такмичењу у двије групе, Исток и Запад. Свака група има по шест екипа. У свакој групи се игра по двоструком лига систему (десет кола). Двије првопласиране екипе из сваке групе настављају такмичење другој фази, Лиги за првака.
У овој фази такмичења игра се такође по двокружном систем (шест кола). Победник ове фазе пласира се у виши ранг такмичења, тј. Премијер лигу Босне и Херцеговине.

## Шампиони Првенства Републике Српске (1994–2005)
| Сезона   | Првак              |
| -------- | ------------------ |
| 1994.    | ОК Дрина Зворник   |
| 1994/95. | није играно        |
| 1995/96. | ОК Модрича Оптима  |
| 1996/97. | ОК Модрича Оптима  |
| 1997/98. | ОК Модрича Оптима  |
| 1998/99. | ОК Модрича Оптима  |
| 1999/00. | ОК Јединство Брчко |
| 2000/01. | ОК Модрича Оптима  |
| 2001/02. | ОК Радник Бијељина |
| 2002/03. | ОК Модрича Оптима  |
| 2003/04. | ОК Модрича Оптима  |
| 2004/05. | ОК Радник Бијељина |

#### Успешност клубова
| Клуб               | Првак | Године                                                         |
| ------------------ | ----- | -------------------------------------------------------------- |
| ОК Модрича Оптима  | 7     | 1995/96, 1996/97, 1997/98, 1998/99, 2000/01, 2002/03, 2003/04. |
| ОК Радник Бијељина | 2     | 2001/02. 2004/05.                                              |
| ОК Јединство Брчко | 1     | 1999/00.                                                       |
| ОК Дрина Зворник   | 1     | 1994.                                                          |

## Победници Прве лиге Републике Српске
| Сезона    | Првак              |
| --------- | ------------------ |
| 2005/06.  | ОК Дрина Зворник   |
| 2006/07.  | ОК Студент Пале    |
| 2007/08.  | ОК Пелагићево      |
| 2008/09.  | ОК Гацко           |
| 2009/10.  | ОК Младост Брчко   |
| 2010/11.  | ОК Борац Бања Лука |
| 20011/12. | ОК Гацко           |
| 2012/13.  | ОК Радник Бијељина |